# Sjanno
Sjanno (in bielorusso Сянно?; in russo Сенно?, Senno) è un comune della Bielorussia, situato nella regione di Vicebsk.